# Viessoix
Viessoix är en kommun i departementet Calvados i regionen Normandie i norra Frankrike. Kommunen ligger i kantonen Vassy som ligger i arrondissementet Vire. År 2018 hade Viessoix 789 invånare.

## Befolkningsutveckling
Antalet invånare i kommunen Viessoix
Referens:INSEE